# サハデーヴァ

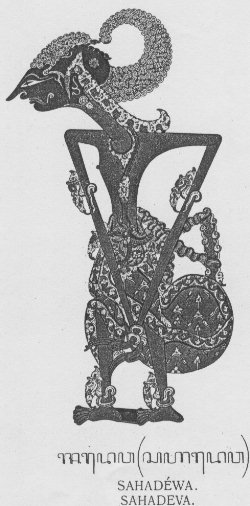
インドネシアのジャワ島のワヤン・クリのサハデーヴァ。

サハデーヴァ（Sahadeva, 梵: सहदेव）は、インドの叙事詩『マハーバーラタ』に登場する人物。クル王パーンドゥの妃マードリーとアシュヴィン双神との間に生まれた子で、ナクラの双子の弟。パーンダヴァの1人で、5兄弟共通の妻ドラウパディーとの間にシュルタセーナをもうけた。実母が夫に殉死したため義母・クンティーに我が子同様に育てられる。また、クンティーがサハデーヴァが体が弱いことを心配する記述がマハーバーラタの中に見られる。サイコロゲームの後、パーンダヴァ兄弟の末っ子であるサハデーヴァは怒りに燃えてシャクニを殺すと誓った。
クルクシェートラの戦いにおいて、サハデーヴァは従兄弟のカウラヴァ族と戦うパーンダヴァ同盟において重要な役割を果たしました。サハデーヴァの戦車旗には銀の白鳥が描かれていました。彼はマニプシュパカと呼ばれる法螺貝を鳴らして戦争の開始を告げ、戦闘中はアシュヴィナと呼ばれる弓を振り続けました。戦争の準備中、サハデーヴァはヴィラタ王をパーンダヴァ軍の総司令官に任命するよう進言しましたが、後にユディシュティラとアルジュナはドリシュタデュムナをその役目に指名しました。
戦争18日目、カウラヴァの最高司令官シャリヤの死後、パーンダヴァ兄弟はシャクニ率いるガンダーラ軍を攻撃した。物語によると、シャクニは冷静さを保ち、軍勢に勇敢な戦いを挑んだ。彼はサハデーヴァに向かって進撃し、激しい攻撃で戦闘を開始した。これに対し、サハデーヴァは矢を連射した。その速さと密度から、物語では虫の大群に例えられている。同時に、シャクニの息子ウルカはビーマと交戦し、10本の矢を放ち続けた。一方、シャクニは槍でサハデーヴァの頭部に強烈な一撃を加え、一時的に戦闘不能にした。
その後、ウルカは父を守るため攻撃を激化させ、ビーマに 7 本、サハデーヴァに 70 本の矢を放った。ビーマは報復としてウルカとシャクニの両者に矢を放ち、うち 64 本はシャクニに向けられた。サハデーヴァはすぐに回復し、狙いを定めた弩矢で戦場でウルカの首をはねた。シャクニは息子の死を目の当たりにして深い悲しみに暮れた。ヴィドゥラの忠告を思い出したシャハデーヴァは激怒し、金で飾った槍を手に、サハデーヴァに最後の一撃を加えた。サハデーヴァは硬い鉄で作られ、先端に金の翼が付いた弩矢を注意深く狙いつけて放ち応じた。矢は正確に命中し、シャクニの首を胴体から切り離し、サイコロ遊びの後で立てた誓いを果たした。